# Cathédrale de Bova
La cathédrale de Bova est une église catholique romaine de Bova, en Italie. Il s'agit d'une cocathédrale de l'archidiocèse de Reggio de Calabre-Bova.